# Gjakova repülőtér

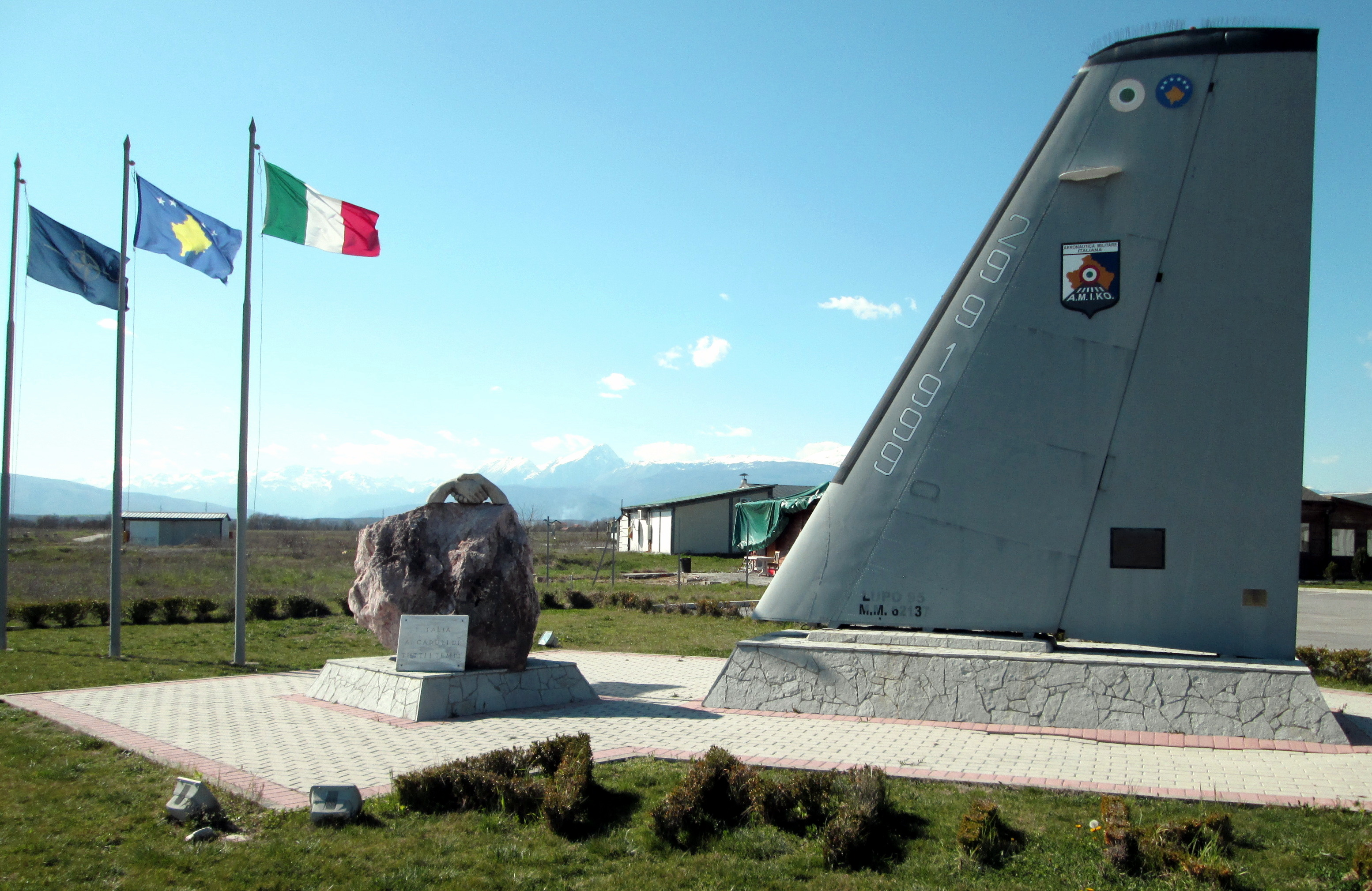
Emlékmű a Gjakova repülőtéren 1999. szeptember 23-án leszálló első repülőgép tiszteletére, az olasz légierő G.222-esére

A Gjakova repülőtér AMIKO (albánul: Aeroporti i Gjakovës, szerbül: Аеродром Ђаковица/Aerodrom Đakovica) egy repülőtér Lugbunar településen, Gjakova közelében nyugat Koszovóban. A repülőtér várhatóan a közeljövőben[mikor?] nyilvánossá válik, hogy diszkont és teherszállító légitársaságok használják.

## A repülőtér története
A repülőteret a KFOR (Kosovo Force) építette az 1999-es koszovói háború után, egy meglévő, mezőgazdasági célokra szolgáló repülőtér mellett, hogy elsősorban katonai és humanitárius célokra használják. 2013. december 18-án a repülőteret az olasz légierő átadta Koszovó kormányának. Az olasz légierő irányítása alatt a Gjakova repülőtér több mint 27 000 repülőgépet, 220 000 utast és több mint 40 000 tonna rakományt fogadott.
A helyi kormány azt tervezi, hogy felajánlja a repülőtér üzemeltetését a köz- és magánszféra közötti partnerség keretében, azzal a céllal, hogy polgári és kereskedelmi repülőtérré fejlesszék.
2015 decemberétől a koszovói hatóságok jelentése szerint a repülőtér bezárt és azóta is zárva van.

## Galéria

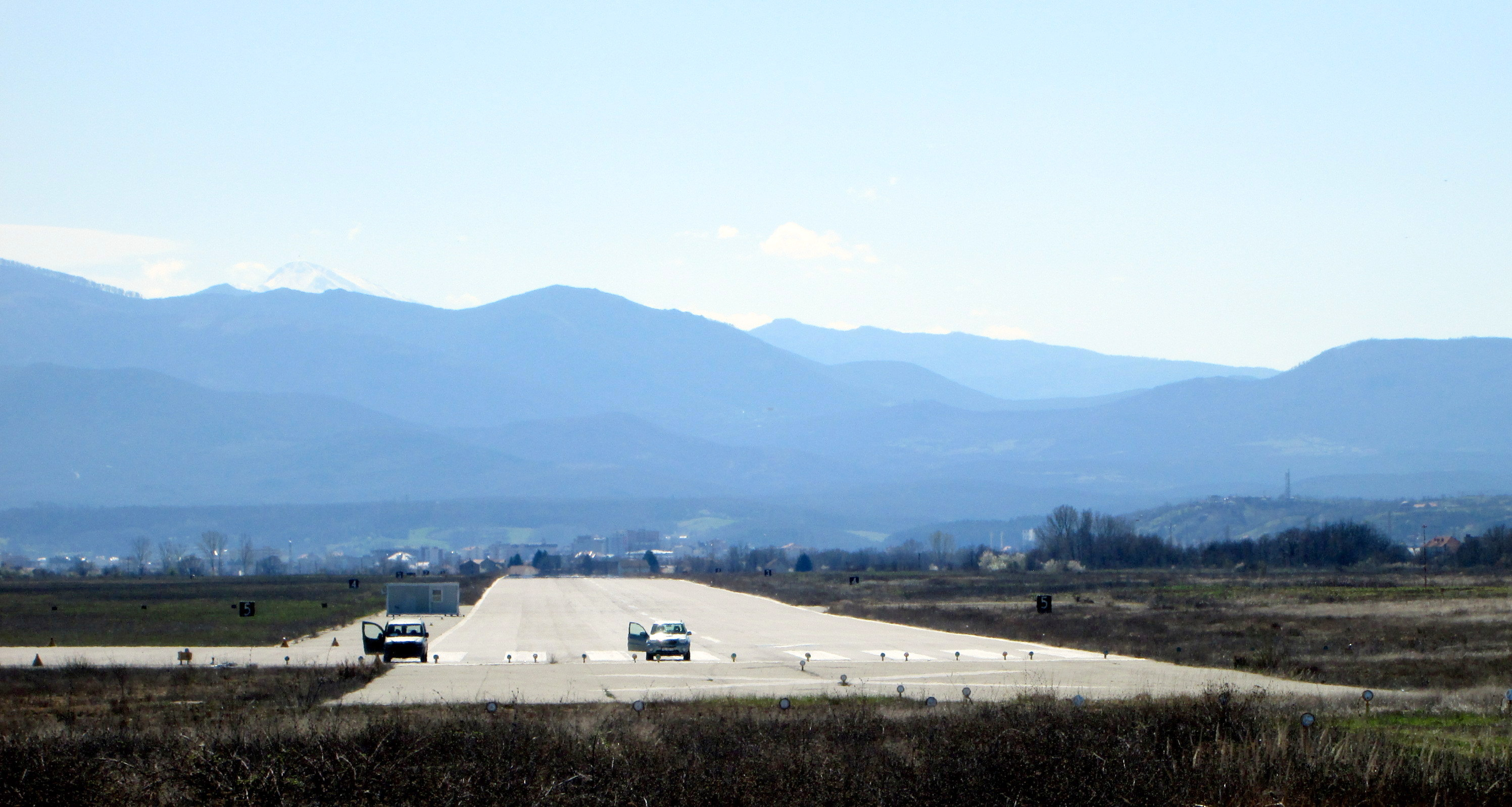
A kifutópálya a 17-es irányból nézve
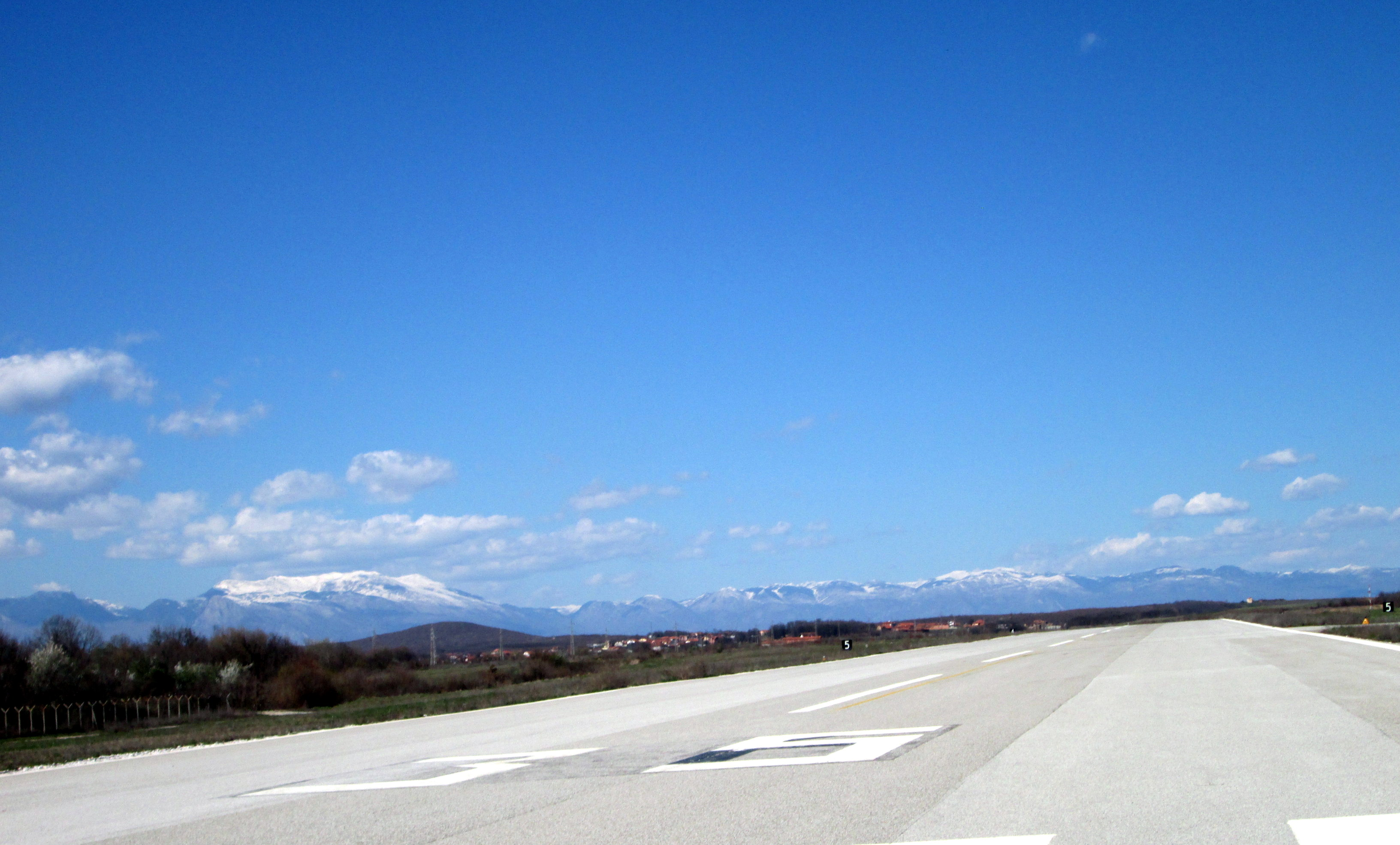
A kifutópálya a 35-ös irányból nézve
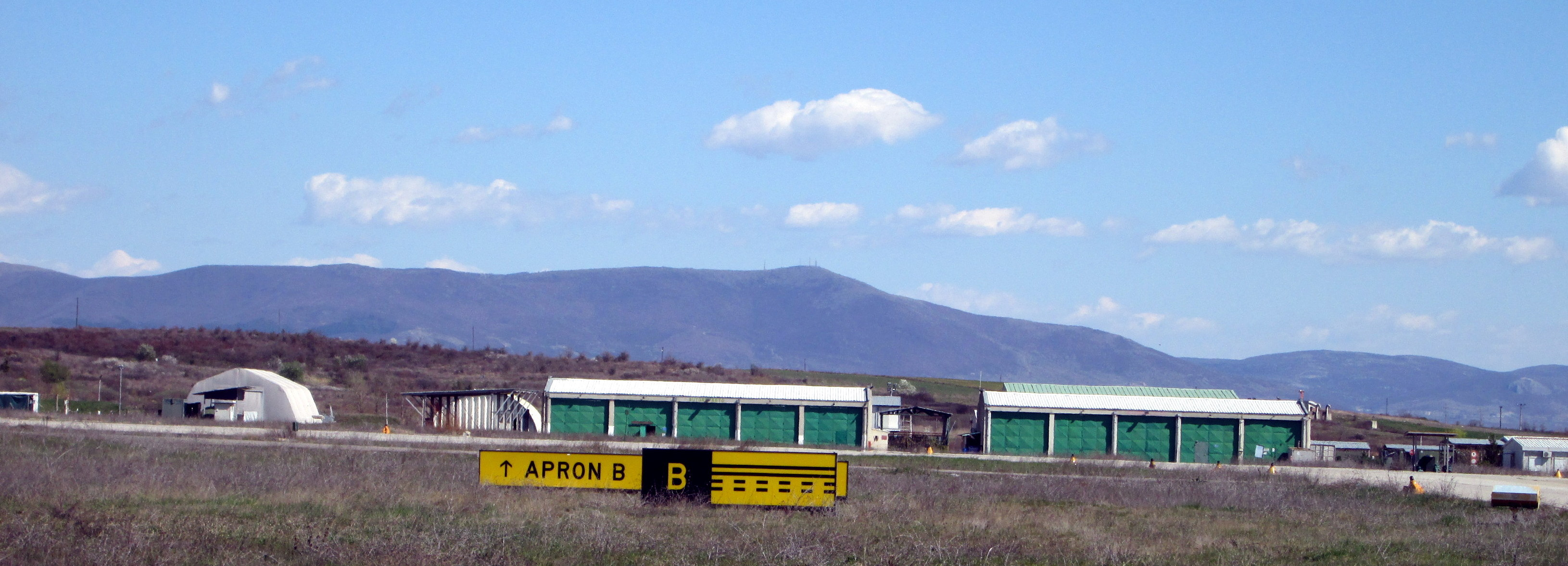
A repülőtéri ARFF hangárok
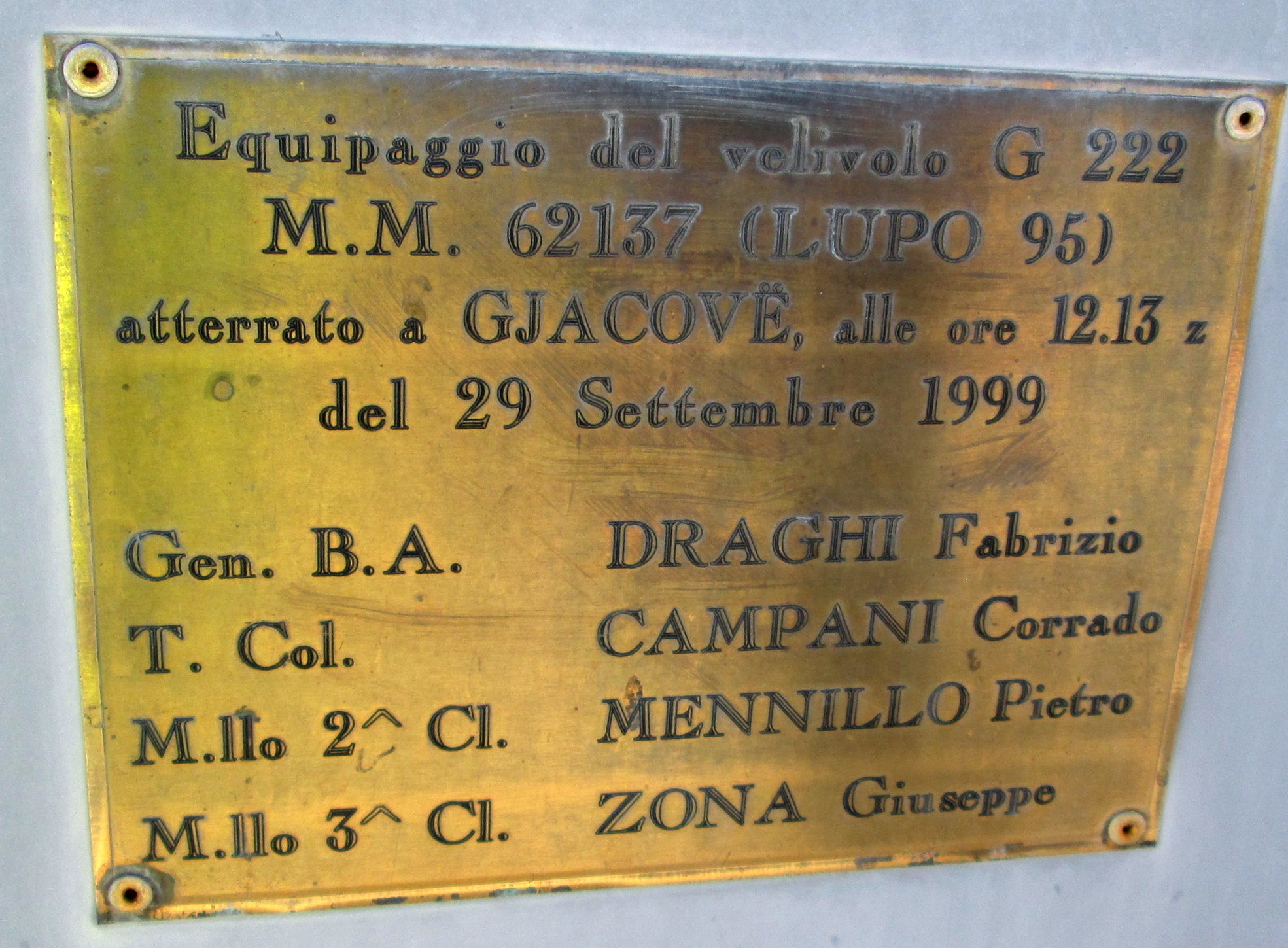
1999. szeptember 23-án az olasz légierő egy G.222-es típusú repülőgépe volt az első repülőgép amelyik leszállt a Gjakova repülőtéren.